# Božská mrcha
Božská mrcha (v anglickém originále Saving Grace) je americký dramatický televizní seriál, který byl poprvé vysílán 16. července, v hlavní rolích s Cenou Akademie oceněnou Holly Hunter v jejím prvním televizním seriálu, Kennym Johnsonem, Bailey Chasem, Laurou San Giacomou, Leonem Rippym a Bokeem Woodbinem.

## Obsazení
| Holly Hunter       | Grace Hanadarko  |
| Leon Rippy         | Earl             |
| Bokeem Woodbine    | Leon Cooley      |
| Laura San Giacomo  | Rhetta Rodriguez |
| Dylan Minnette     | Clay             |
| Lorraine Toussaint | Kate Perry       |
| Kenny Johnson      | Ham Dewey        |
| Bailey Chase       | Butch Ada        |
| Gregory Cruz       | Bobby Stillwater |